# Ornithodes brevirostris
Ornithodes brevirostris là một loài ruồi trong họ Pediciidae. Chúng phân bố ở vùng sinh thái Nearctic.